# Carafové
Carafové, někdy též Caraffové je starý italský šlechtický rod původem z Neapole. Jejich předky byl ještě starší rod Caracciolů.

## Historie
Carafové se rozvětvili do mnoha linií, nejvýznamnějšími z nich byli Carafové ze Spiny a Carafové ze Stadery. Patřila k nejvyšším vrstvám italské šlechty. Svého historického vrcholu dosáhl rod, když byl Giovanni Pietro Carafa zvolen papežem a přijal jméno Pavel IV.
Pro středoevropské dějiny je významný generál hrabě Antonio Caraffa (1646–1694). Ten roku 1685 táhl v čele rakouského císařského vojska do Prešova jako osvoboditel města od osmanských Turků. Krutý válečník a císařský komoří Leopolda I. dostal od císaře plnou moc k likvidaci vzbouřenců, jimiž byli přívrženci Thökölyho a nekatolíci. V lednu 1687 dal uzavřít všechny brány města, aby nikdo nemohl z města utéci. K odsouzení rebelů zřídil zvláštní tribunál ze 4 císařských vojáků a 8 uherských šlechticů, jemuž zprvu předsedal generál Arnošt Jiří z Wallisu, de facto jej však řídil sám Caraffa metodami španělské inkvizice.